# Южноазиатские древесные змеи
Южноазиатские древесные змеи, или дендроляфисы , или блестящие древесные ужи (лат. Dendrelaphis) — род змей из семейства ужеобразных.

## Описание

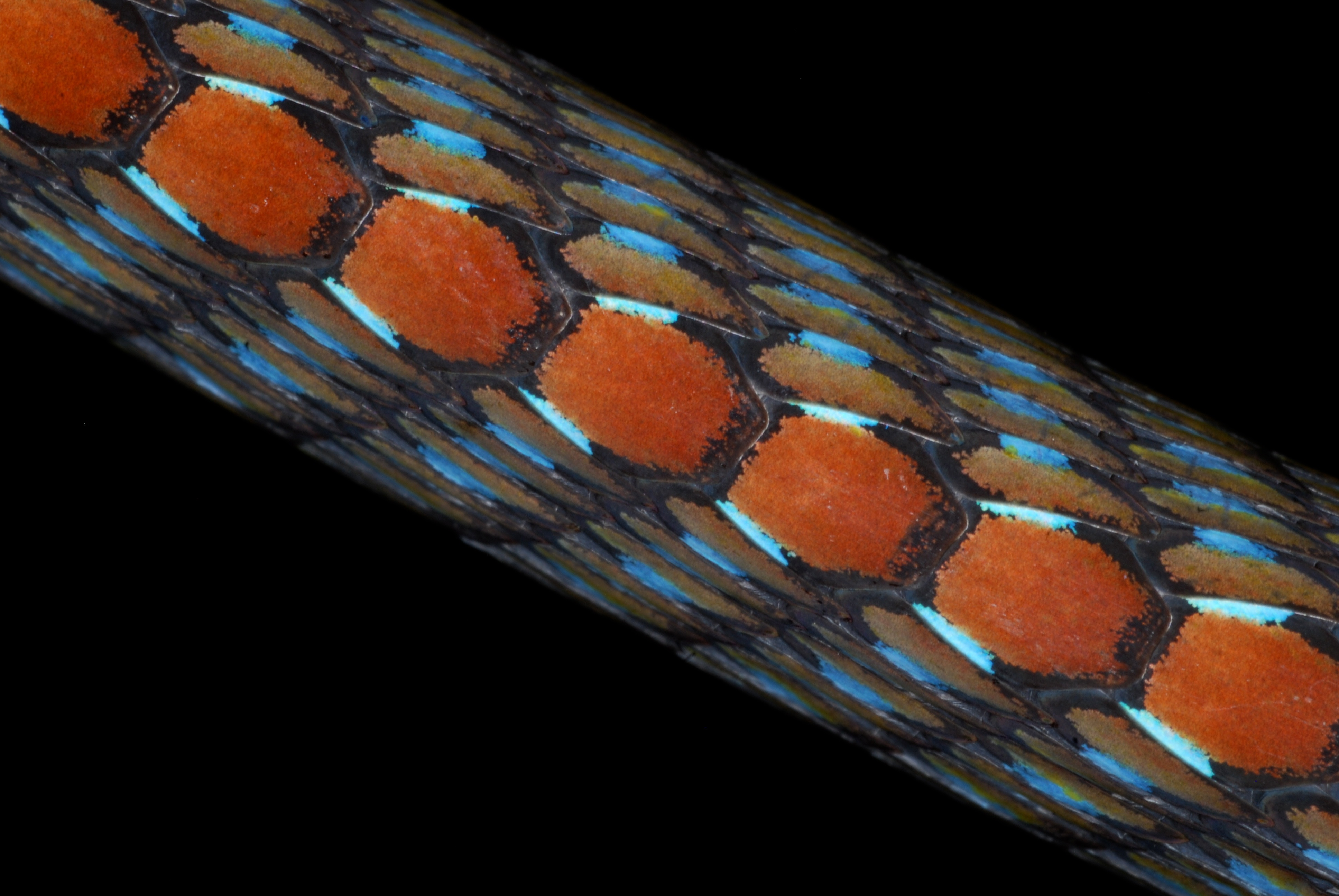
Чешуя Dendrelaphis cyanochloris

Общая длина представителей этого рода колеблется от 70 см до 1,5 м. Туловище тонкое, стройное, хвост длинный, до трети длины тела. Голова копьеподобной формы чётко отделена сзади шейным перехватом. Глаза очень большие с округлым зрачком и радужкой, которая окрашена в коричневые или рыжеватые цвета. Чешуя среднего спинного ряда заметно увеличена и имеет трапециевидную форму. Боковая чешуя узкая, налегает одна на одну, располагается косыми рядами.
Окраска верха обычно ярко-коричневая. По бокам выраженные в разной степени продольные тёмные и светлые полосы. Это ещё больше подчёркивает грациозную конституцию этих змей. Нижние половинки чешуек и кожа между ними, особенно в передней части туловища, могут быть окрашены в другие, иногда очень яркие цвета: красный или голубой, которые становятся заметны, когда змея в возбуждённом состоянии начинает раздувать шею. Брюхо светлое.

## Образ жизни
Населяют разные типы леса, как на равнинах, так и в нижнем поясе гор. Некоторые виды, например Dendrelaphis pictus, тяготеют к антропогенным ландшафтам: рисовым полям, плантациям сахарного тростника и других сельскохозяйственных угодий, могут встречаться и в городских парках. Активны днём. Активные змеи, которые без устали снуют в поисках добычи, как в кронах деревьев, так и в подлеске. Питаются лягушками, мелкими ящерицами, птенцами, грызунами и крупными насекомыми.

## Размножение
Это яйцекладущие змеи. Самки откладывают до 10 яиц.

## Распространение
Обитают в Индии, Шри-Ланке, Индокитае, Индонезии, Филиппинах, Новой Гвинее. Встречается на севере Австралии.

## Классификация
На август 2018 года в род включают 45 видов:
- Dendrelaphis andamanensis (Anderson, 1871)
- Dendrelaphis ashoki Vogel & Van Rooijen, 2011
- Dendrelaphis bifrenalis (Boulenger, 1890)
- Dendrelaphis biloreatus Wall, 1908
- Dendrelaphis calligaster (Günther, 1867) — Мозолебрюхий дендреляфис
- Dendrelaphis caudolineatus (Gray, 1834) — Линейчатохвостый дендреляфис
- Dendrelaphis caudolineolatus (Günther, 1869) — Штрихохвостый дендреляфис
- Dendrelaphis chairecacos (Boie, 1827)
- Dendrelaphis cyanochloris (Wall, 1921)
- Dendrelaphis flavescens Gaulke, 1994
- Dendrelaphis formosus (Boie, 1827) — Элегантная бронзовая змея
- Dendrelaphis fuliginosus Griffin, 1909
- Dendrelaphis gastrostictus (Boulenger, 1894) — Расписнобрюхий дендреляфис
- Dendrelaphis girii Vogel & Van Rooijen, 2011
- Dendrelaphis grandoculis (Boulenger, 1890)
- Dendrelaphis grismeri Vogel & Van Rooijen, 2008
- Dendrelaphis haasi Van Rooijen & Vogel, 2008
- Dendrelaphis hollinrakei Lazell, 2002
- Dendrelaphis humayuni Tiwari & Biswas, 1973
- Dendrelaphis inornatus Boulenger, 1897
- Dendrelaphis keiensis (Mertens, 1926)
- Dendrelaphis kopsteini Vogel & Van Rooijen, 2007
- Dendrelaphis levitoni Van Rooijen & Vogel, 2012
- Dendrelaphis lineolatus (Jacquinot & Guichenot, 1853) — Линейчатый дендреляфис
- Dendrelaphis lorentzii (Lidth De Jeude, 1911)
- Dendrelaphis luzonensis Leviton, 1961
- Dendrelaphis macrops (Günther, 1877)
- Dendrelaphis marenae Vogel & Van Rooijen, 2008
- Dendrelaphis modestus Boulenger, 1894
- Dendrelaphis ngansonensis (Bourret, 1935)
- Dendrelaphis nigroserratus Vogel, Van Rooijen & Hauser, 2012
- Dendrelaphis oliveri (Taylor, 1950)
- Dendrelaphis papuensis Boulenger, 1895
- Dendrelaphis philippinensis (Günther, 1879)
- Dendrelaphis pictus (Gmelin, 1789) — Блестящий древесный уж, или расписной дендреляфис
- Dendrelaphis punctulatus (Gray, 1826) — Точечный дендреляфис, или точечный древесный уж
- Dendrelaphis schokari (Kuhl, 1820)
- Dendrelaphis sinharajensis Wickramasinghe, 2016
- Dendrelaphis striatus (Cohn, 1905) — Полосатый дендреляфис, или полосатый древесный уж
- Dendrelaphis striolatus (Peters, 1867)
- Dendrelaphis subocularis (Boulenger, 1888) — Блестящий древесный уж Буланже
- Dendrelaphis terrificus (Peters, 1872)
- Dendrelaphis tristis (Daudin, 1803)
- Dendrelaphis underwoodi Van Rooijen & Vogel, 2008
- Dendrelaphis walli Vogel & Van Rooijen, 2011

## Галерея

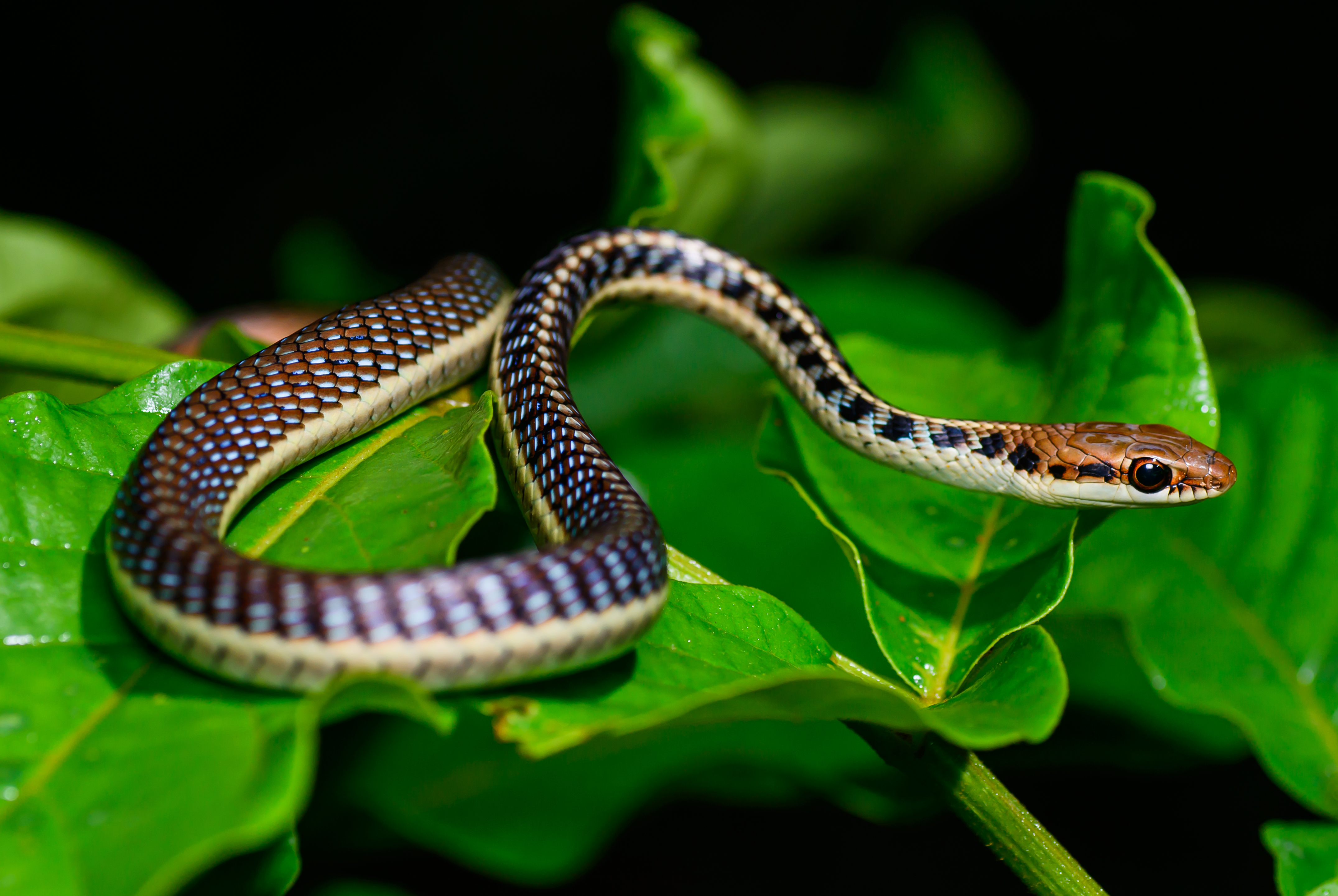
Блестящий древесный уж Буланже
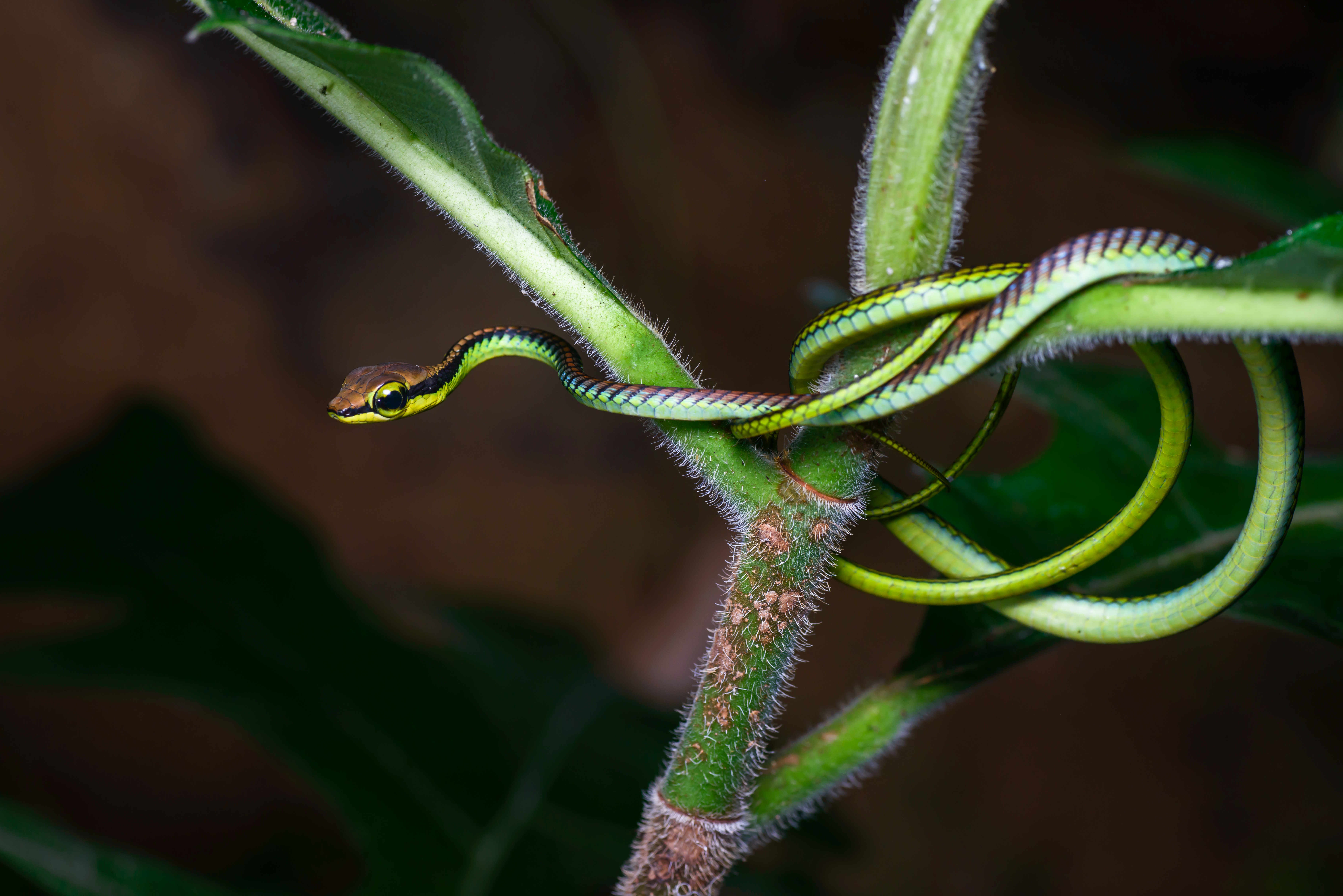
Элегантная бронзовая змея
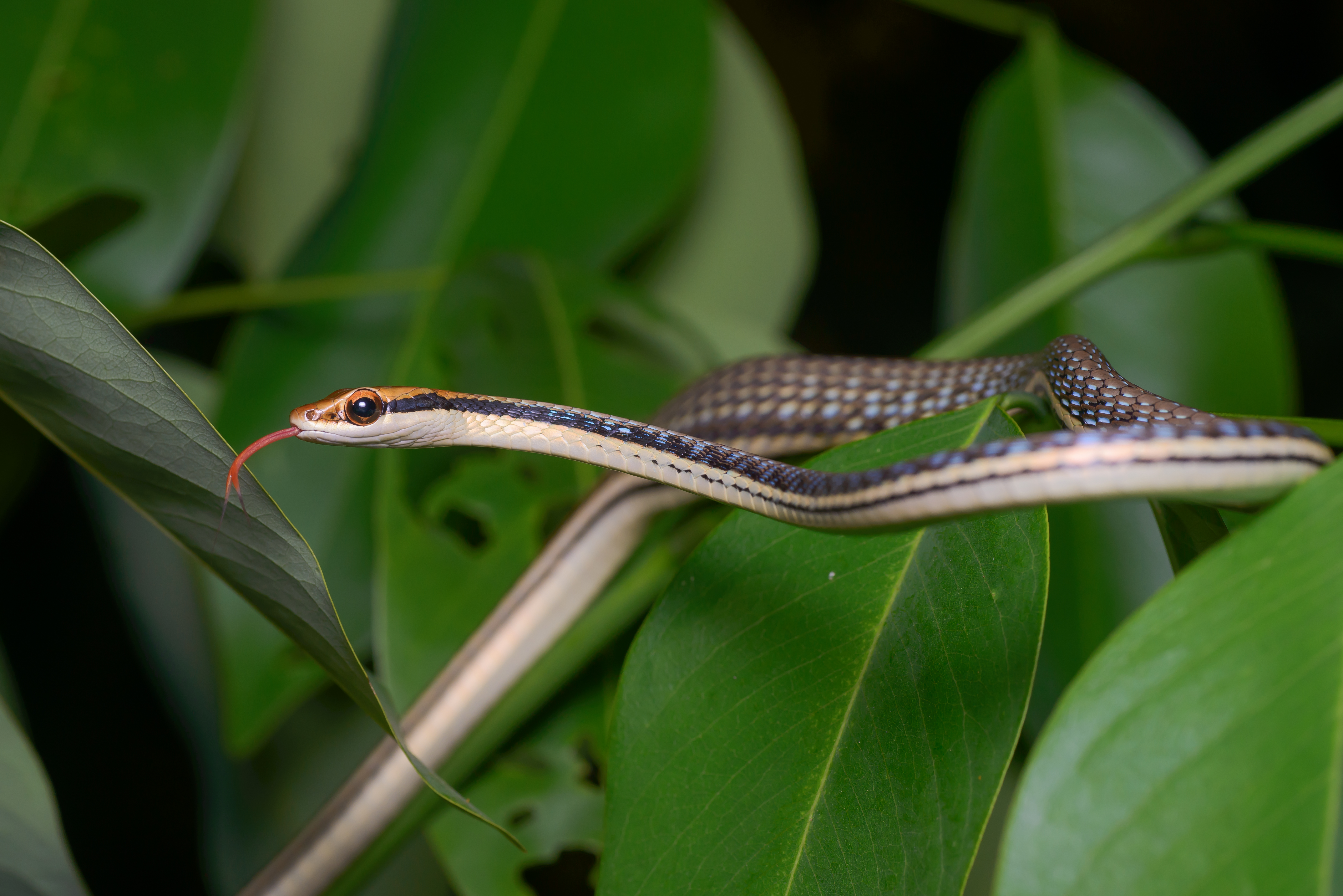
Блестящий древесный уж
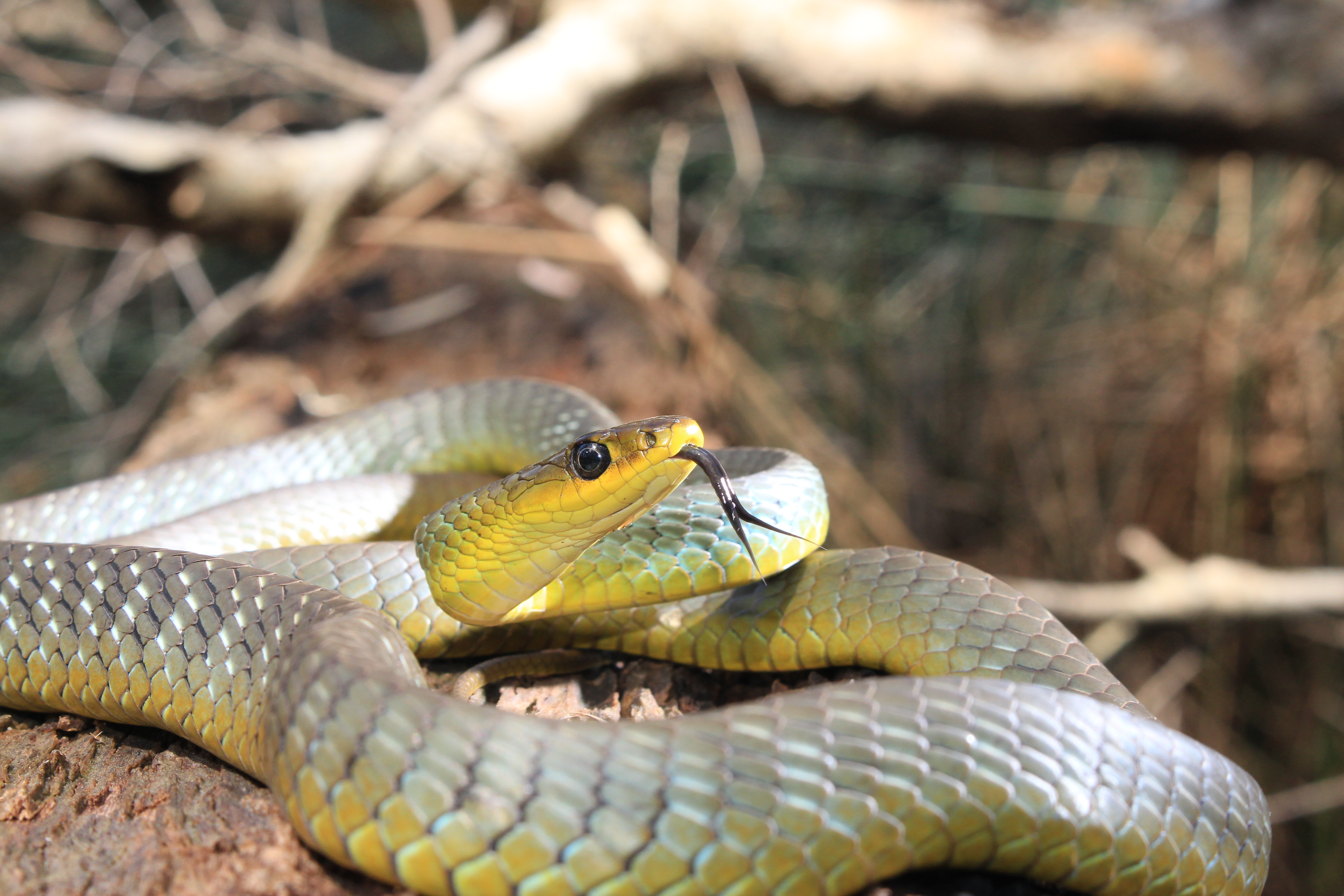
Точечный древесный уж